# Arising Empire
Arising Empire ist eine im Jahr 2015 von Markus Staiger und dem ehemaligen Manager bei People Like You Records, Tobbe Falarz, gegründete Plattenfirma, die sich auf Punk, Metalcore und Rock spezialisiert hat. Es ist neben dem kurz darauf gegründeten Unternehmen SharpTone Records ein Unterlabel des Metal-Labels Nuclear Blast. Der Vertrieb für die musikalischen Veröffentlichungen wird von Kontor New Media übernommen. Zu den ersten Bands, die bei Arising Empire unter Vertrag genommen wurden, gehörten Imminence und GWLT.
Die erste Veröffentlichung des Labels war das am 11. November 2015 herausgegebene Album Souvenirs der französischen Band Novelists.
Kontor New Media, eine Tochtergesellschaft der Edel Music AG übernahm am 22. Juni 2020 das Label.

## Künstler

### Aktuelle Künstler
- Alazka
- Alleviate
- Annisokay
- Antiheld
- Any Given Day
- Aviana
- Avralize
- Awake the Dreamer
- Breathe Atlantis
- The Butcher Sisters
- Cro-Mags
- Deadthrone
- Emil Bulls
- Engst
- Eyes Wide Open
- Floya
- From Fall to Spring
- Future Palace
- Heart of a Coward
- Imminence
- Kadinja
- Landmvrks
- Lionheart
- Madsen
- Novelists FR
- The Oklahoma Kid
- Our Mirage
- Polar
- Sink the Ship
- To the Rats and Wolves
- Venues
- Vitja

### Ehemalige Künstler
- ATOA
- GWLT
- Itchy
- Mister Misery
- Walking Dead on Broadway
- While She Sleeps